# ホドロフスキーのDUNE
『ホドロフスキーのDUNE』（原題：Jodorowsky's DUNE）は2013年のアメリカ合衆国のドキュメンタリー映画。監督はフランク・パヴィッチ。
フランク・ハーバートのSF小説シリーズ『デューン』を原作とし、主要スタッフ・キャストを集め、絵コンテ迄制作されながら、制作が中止された映画『DUNE』の始まりから制作中止、後世の映画界への影響を紹介している。

## 出演
- アレハンドロ・ホドロフスキー - 監督
- ミシェル・セドゥ（フランス語版） - プロデューサー
- H・R・ギーガー - 建造物デザイン
- クリス・フォス（英語版） - 宇宙船デザイン
- ブロンティス・ホドロフスキー - 『エル・トポ』にも出演したアレハンドロの息子。ポール役を演じる予定だった
- クリスチャン・ヴァンデ - マグマメンバー。マグマはハルコンネン家の音楽を担当。
- アマンダ・リア（英語版） - ダリの当時の愛人。イルーラン姫役
- ダン・オバノン - 特殊効果担当。録音音声のみでの出演
- ジャン＝ポール・ジボン - 共同プロデューサー
- ニコラス・ウィンディング・レフン - 現代の映画監督
- リチャード・スタンリー - 現代の映画監督、脚本家
- デヴィン・ファラチ -現代の映画評論家
- ドリュー・マクウィーニー - 現代の映画評論家、脚本家
- ゲイリー・カーツ　-『スター・ウォーズ』第一作、第二作のプロデューサー
- ダイアン・オバノン - オバノンの妻
- ジャン＝ピエール・ヴィニョー - ブロンティスの指南役だった武道家

### ストック・フッテージやストック写真での出演
- オーソン・ウェルズ - ハルコンネン男爵役
- ジャン・ジロー（メビウス） - 絵コンテ、キャラクターデザイン
- サルバドール・ダリ - 銀河帝国の皇帝役
- ミック・ジャガー - ファイド・ラウサ役
- ダグラス・トランブル - 特撮監督の候補